# ジャストブリード
『ジャストブリード』 (JUSTBREED) は、1992年12月15日にエニックス（現スクウェア・エニックス）から発売されたファミコン用シミュレーションRPGである。エニックス最後のファミコン用ソフトであった。

## ゲーム内容
基本的には他の類似作と同様に、各キャラクターが1ユニットとなっているファンタジー系のターン制シミュレーションRPGである。6人編成の部隊が基本単位となっており、最大4部隊24人を操ることとなる。
通常パートでは『ドラゴンクエストシリーズ』に代表されるオーソドックスな形式となっており、コマンドウィンドウも似たような形状となっている。特徴的な点として、ファミコン用ゲームとしては珍しく漢字が多く使われており、フォントも大きく表示されているため、文章としては読みやすくなっている（このため大容量ROMを使用しており、その分定価が高くなってしまった）。

## ストーリー
遙か昔、伝説の時代。ランブルビルという国が栄えていたという。7つの聖なる石の力に守られ、7人の導士に導かれ、永遠の平和と繁栄が約束されていたと伝わっている。しかし1つの石に邪な影がさすと、ランブルビルは一瞬のうちに滅び去ってしまった。聖なる石を携えた7人の導士達はそれぞれの民を率いて新天地を求めて旅立つ。
それから幾年が経過したある夜、聖なる石の一つ、サファイアの加護を受けた町アストホルムでは、聖なる石を受け継ぐ家系の少女フィリスが新たな司祭となって初めてとなる、年に一度のサファイア祭りの儀式を行っていた。祭りは盛り上がりを見せ、儀式は滞りなく終わり、フィリスは町の守備隊長である少年と村はずれで合流する。しかし突如怪物が姿を現し、フィリスをさらって行ってしまった。後にはフィリスが身につけていたサファイアが残るのみ。少年は翌日サファイアを手に、守備隊の仲間と共にフィリスを救う旅に出た。

## 登場人物

### 主人公と仲間たち
主人公
アストホルムの町の守備隊長をしている18歳の青年。恋人のフィリスを救出するために4人の部下とともに旅立つ。フィリスが残したサファイアのティアラを身につける事となる。フィリスの事を一途に想う無口な青年。
フィリス
アストホルムの町のサファイアを司る司祭で、主人公とは幼なじみで恋人。囚われの身となる。
アイザック
アストホルムの西に住む魔法使いの弟子。師匠に代わり主人公隊の魔法使いとなる。最初は未熟だが、戦いの中で多くの魔法を習得する。
ロラン
セガルテアの町の守備隊長。エメラルドを司る司祭で、婚約者のエレンをさらわれたため救出の旅へ出る。
見た目はクールそうに見えるが性格は熱血漢で思い込みが激しい部分もあり、単身突っ込んでいって負傷する局面も多い。
またエメラルドの杖を敵に奪われているため最初は魔法を使えないが、エメラルドの杖を手に入れると氷系の魔法を使えるようになる。
カレン
姉のエレンとそれを救出に向かったロランを追い、途中で遭難したところをきこりに発見されかくまわれている。
後にロラン隊の魔法使いになる。
オルロフ
身寄りのない娘を引き取り自分の屋敷で育てている金持ちの中年の男で、温厚な性格。引き取っていたラピスラズリを司る司祭の娘ティファを救出するため旅立とうとしていた。
トリ料理が好物であり、そのために敵の罠にはまって戦線離脱することになる。
ハンス
移動都市ウインガの弓使いで、「女の子にモテたい」という理由で主人公に同行する。お調子者で、主人公を「アニキ」と呼ぶ。
旅の途中で念願の彼女は出来るが、襲撃に遭った彼女が住む町を守るため戦線離脱する。
デュバル
元はジャーミーの町の守備隊長だったが、隠れ家に身を隠しランブルビルにまつわる伝説を調査している。隠密作戦・情報収集が得意。
成り行き上主人公たちに同行することになる。
若い頃ツンガルで過ごしたことがあり、ツンガル弁を唯一解せる。
リディア
エセンシアの町の守備隊長で、魔物に占領されたエセンシアの町を奪還するために隠れ家に身を潜める。
アメジストの司祭セシルとは親友であり、彼女の救出を目的として同行する。

### 敵
エゼルキエル
遥かランブルビルの時代に邪な心を持ち追放されたルビーの導師の末裔。ある目的のために6人の司祭をさらう。
ゲル・ド・レイ
エゼルキエルの家来。6人の司祭をさらう、町を破壊するなど直接的な行動の実行役。
フィロクセラ
イロンデル西の基地で行く手を阻む魔物。炎に包まれており非常に防御力が高く、ロランの「クルナス」の魔法以外は効かない。
ガープ
バニュルスの長城でさらわれた3人の司祭に成りすましている魔物。
カルマニキュス
エゼルキエルの腹心。ブブレー西の火山でさらわれたターコイズの司祭・クレアを監禁している。
セコル
度々主人公たちの前に現れては邪魔したり笑わせたりする魔物。

## スタッフ
- キャラクター・デザイン：高田裕三
- シナリオ：佐藤克之
- 音楽：田中公平[1]
- プログラム：森田和郎、まちだけんいち、かわちけんじ、小林淳一
- グラフィック：安野隆志、もりみつひろ、はらとしお
- ゲーム・デザイン：森田和郎、安野隆志、今田真二、森本彰
- サウンド・プログラム：あきいずる、小林淳一
- アシスタント：安田尚樹、かわむらみき
- プロデュース：川口貴雄、山本秀樹、渡辺泰仁
- パブリッシュ：福嶋康博

## 開発
シナリオをコラムニストの佐藤克之（カーツさとう）、プログラムを『森田将棋』（1985年）のランダムハウス、音楽を田中公平、キャラクターデザインを高田裕三という一線で活躍する面々がスタッフとして参加した。
田中はライター・不破了三との対談の中で、もともとコンピュータゲームが好きで、ゲーム音楽の依頼が来ないか待っていたと話しており、本作が初めてのゲーム音楽のオファーだったと振り返っている。
また、随所にシナリオ担当の佐藤克之による遊び心が多く入った隠し要素などが多数盛り込まれている。他のRPGには見られない点も多数あり、その点でもオーソドックスながらもある種の斬新さを持っていたと言える。この点に関しては佐藤が後述の攻略本や発売当時に発行された週刊プレイボーイ（集英社）誌上での開発裏話にて、既存のRPGの概念に不満を持っていたため、ありきたりな物は極力排除し、リアリティに気をつかって設定を行ったと語っている。

## 反響
前述の通り、本作は各分野で活躍する者たちを中心として開発されたものの、発売が時期的にファミコン末期であり、『ドラゴンクエストV 天空の花嫁』（1992年）の発売があった関係で宣伝に力が入れられていなかった。
また、同時期に『ファイナルファンタジーV』（1992年）が発売されており、苦戦を強いられた。

### 評価
ゲーム誌『ファミコン通信』の「クロスレビュー」では合計25点（満40点）、『ファミリーコンピュータMagazine』の読者投票による「ゲーム通信簿」での評価は以下の通りとなっており、22.8点（満30点）となっている。
| 項目 | キャラクタ | 音楽 | お買得度 | 操作性 | 熱中度 | オリジナリティ | 総合 |
| 得点 | 4.0        | 3.9  | 3.5      | 3.6    | 3.9    | 3.9            | 22.8 |

## 関連書籍
- 「カーツ佐藤のジャストブリード」エニックス監修、小学館編集・発行 - ゲーム攻略本。巻末には佐藤克之による製作裏話が掲載されている。
- 「小説ジャストブリード」有沢一成著、双葉社 - ノベライズ本。
- 「高田裕三イラスト集 ジャストブリードの世界」高田裕三画、双葉社 - ゲームや上記小説で使われたイラストやキャラクターデザイン画を収録した画集。 ISBN 4-575-31018-2、1993年。